# Paul Bonatz
Paul Bonatz (Solgne, Moselle (Lothringen) 6 de diciembre de 1877; Stuttgart, 20 de diciembre de 1956), fue un arquitecto alemán, miembro de la Escuela de Stuttgart y profesor de la universidad técnica en esa ciudad durante parte de la Segunda Guerra Mundial.
Terminó sus estudios de arquitectura en 1900 en la Universidad Técnica de Múnich. Aunque él no se consideró nunca como un estilista, su estilo favorecía una simplificación radical del estilo Neorrománico, apreciable en construcciones como la estación de trenes de Stuttgart de 1927 o el Museo de Arte de Basilea de 1936.

## Obras selectas

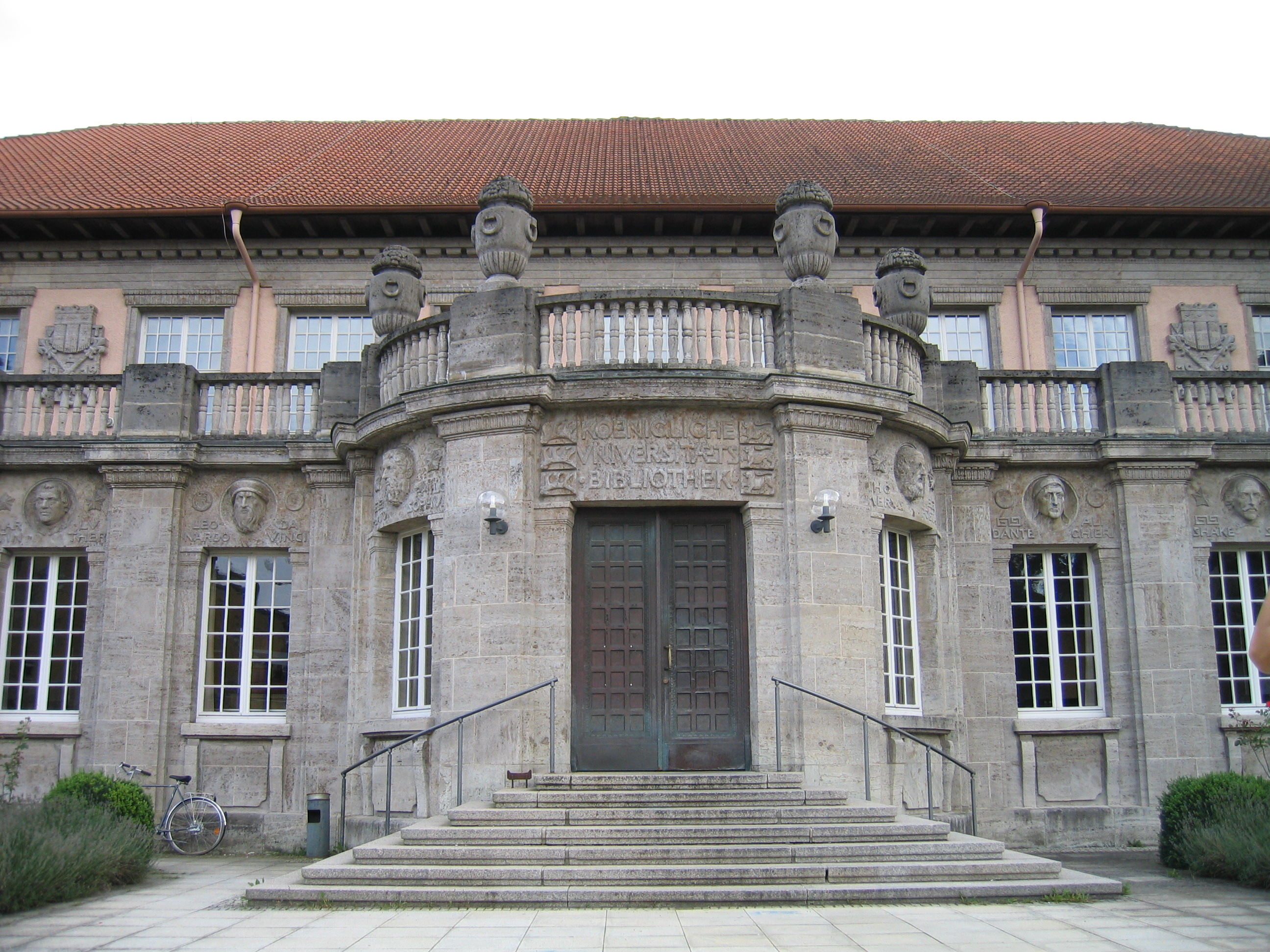
Biblioteca de la Universidad de Tubinga, 1910–1912
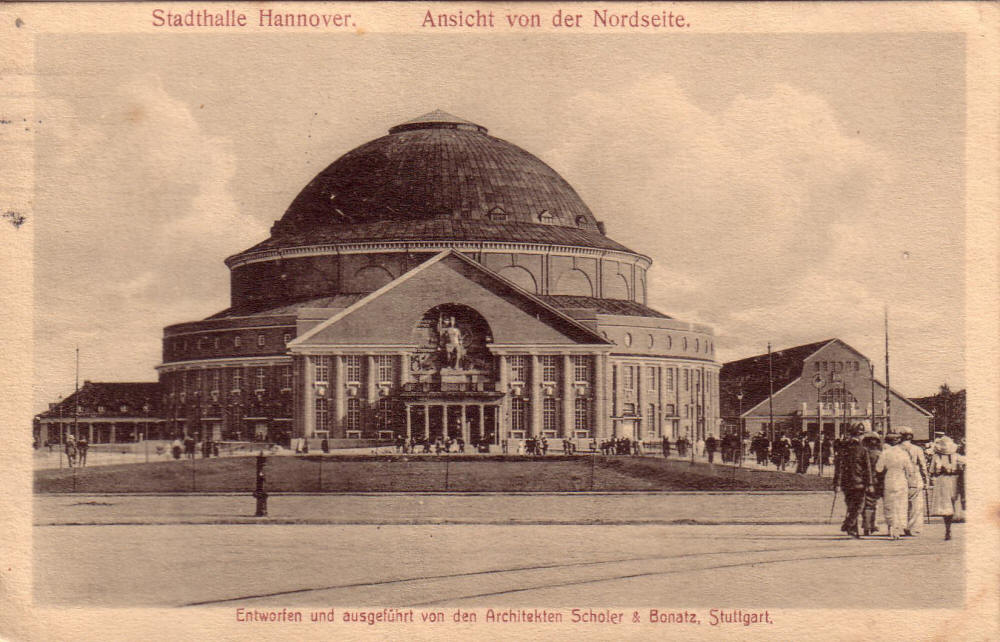
Ayuntamiento de Hannover, 1911–1914
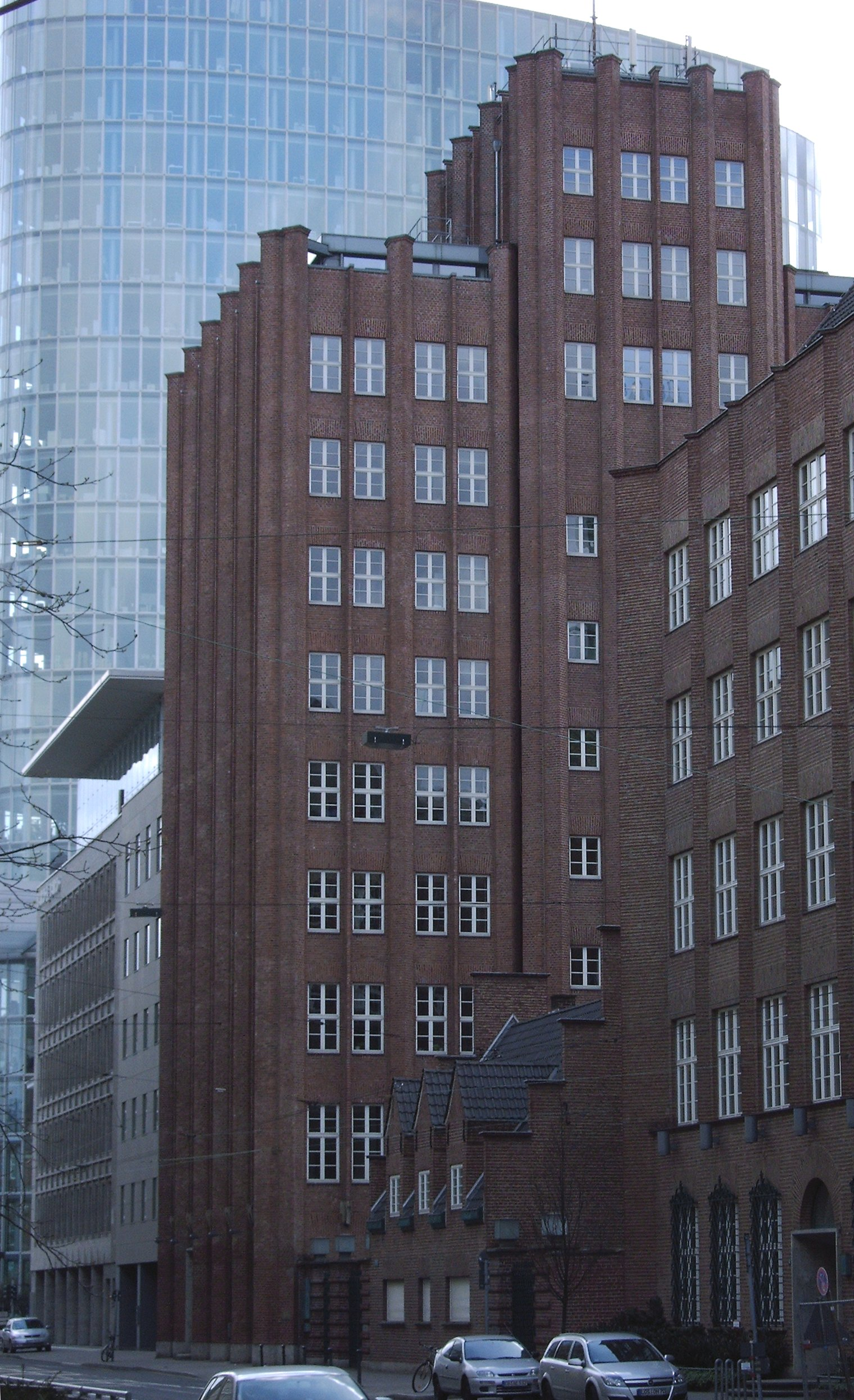
Edificio de la Administración Gebr. Stumm GmbH, Düsseldorf, 1922-1925
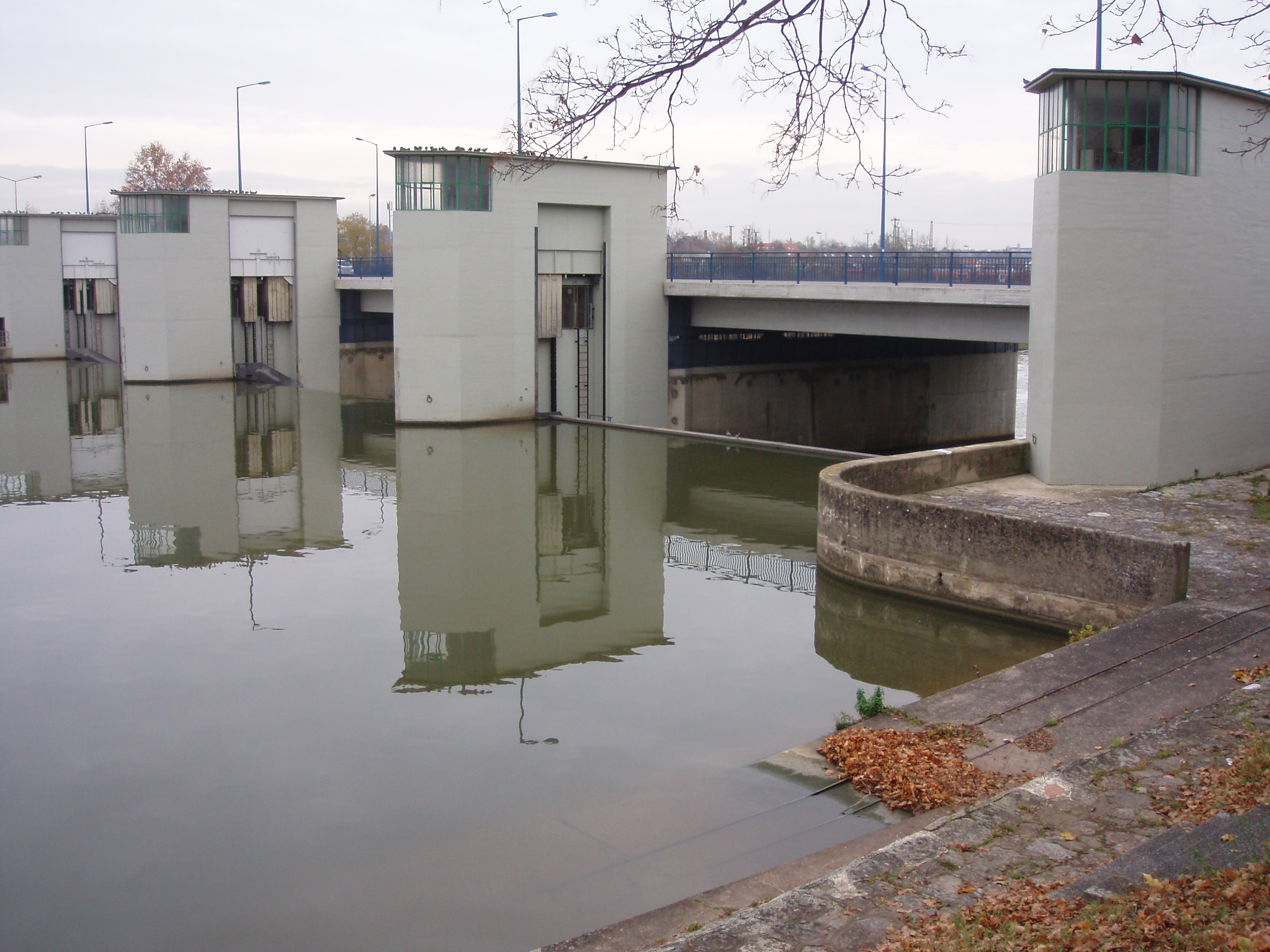
Neckarstaustufe Heilbronn, 1929
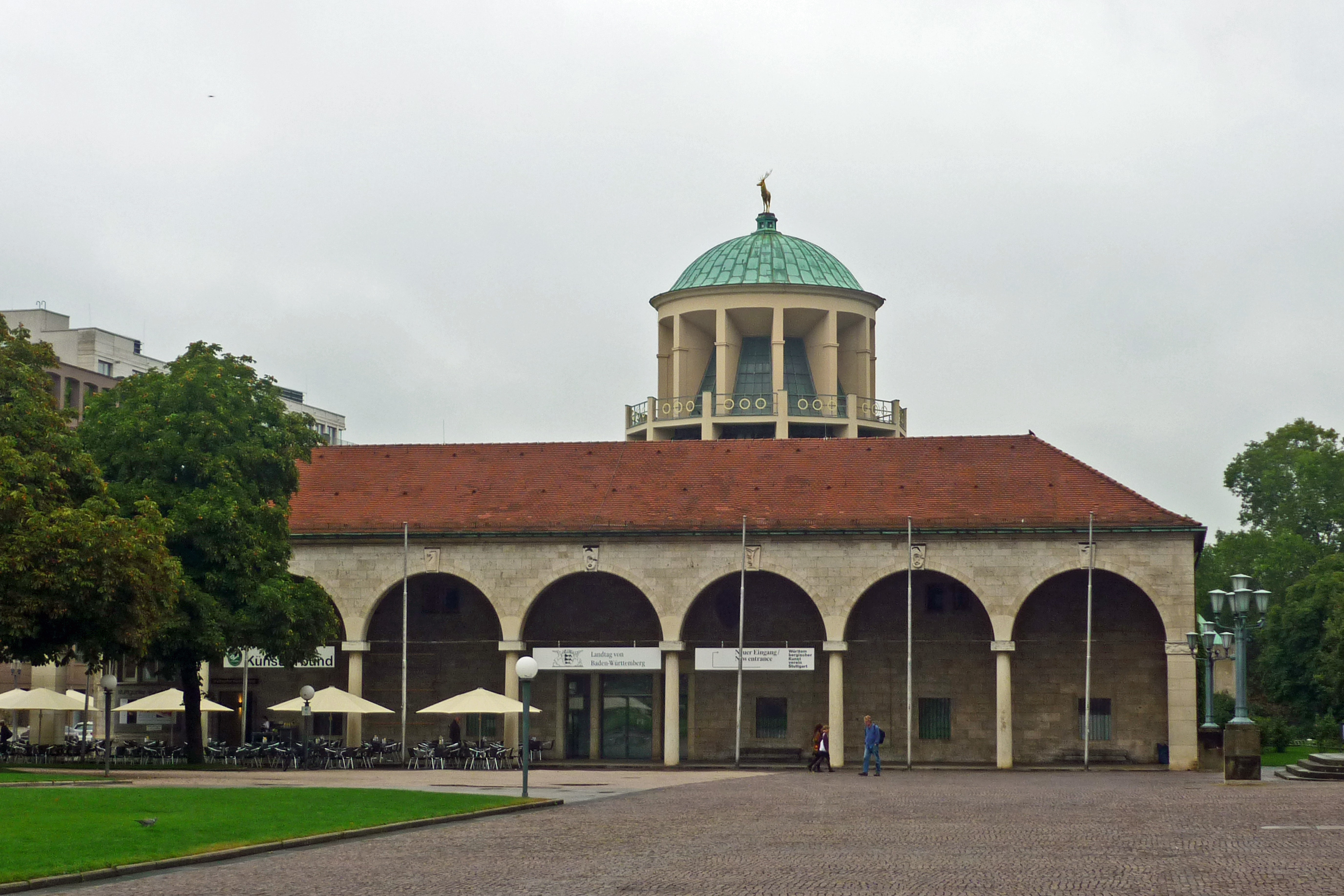
Wiederaufbau des Kunstgebäudes in Stuttgart, 1956–1961
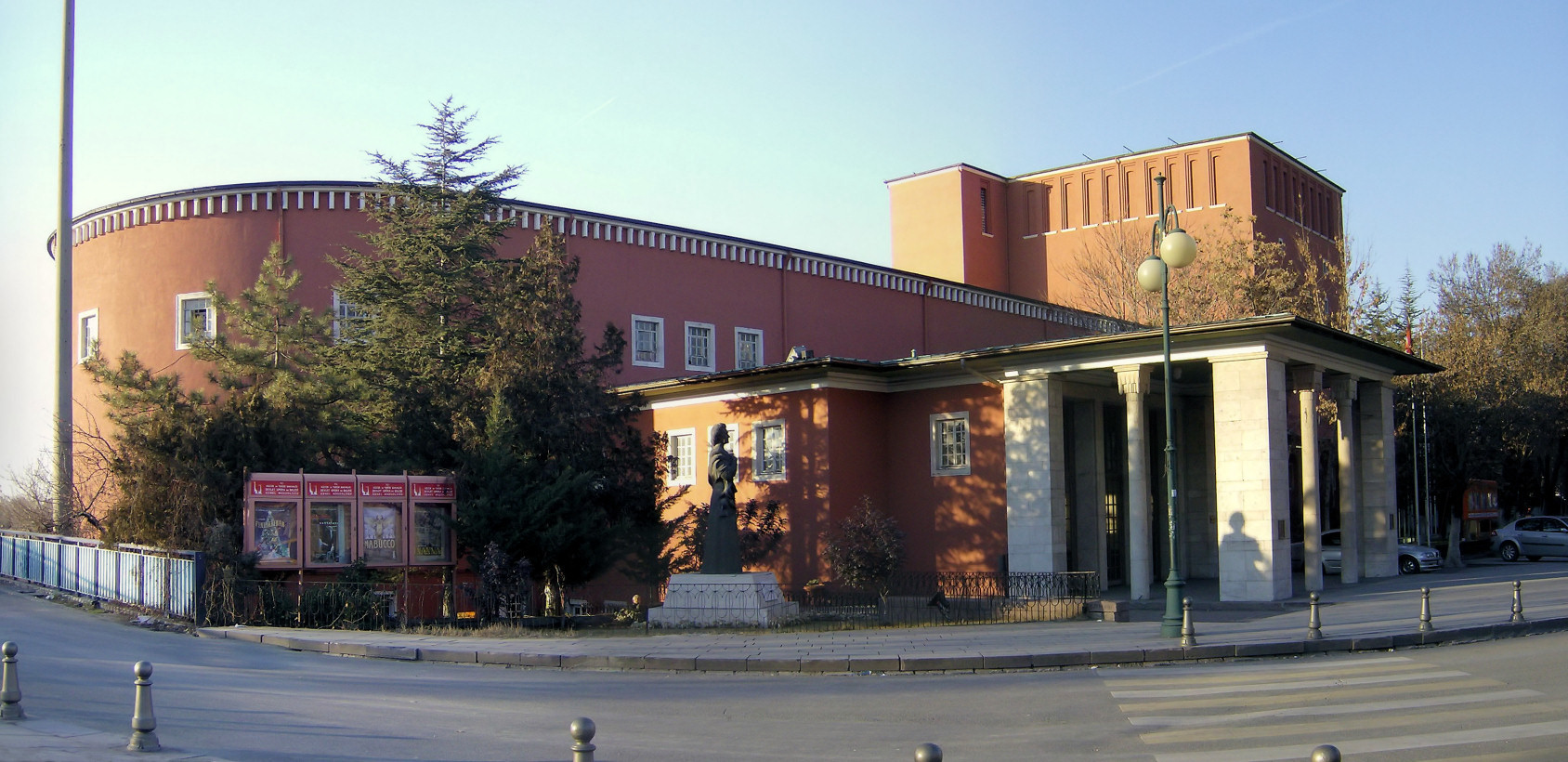
Teatro de la ópera de Ankara, 1947–1948
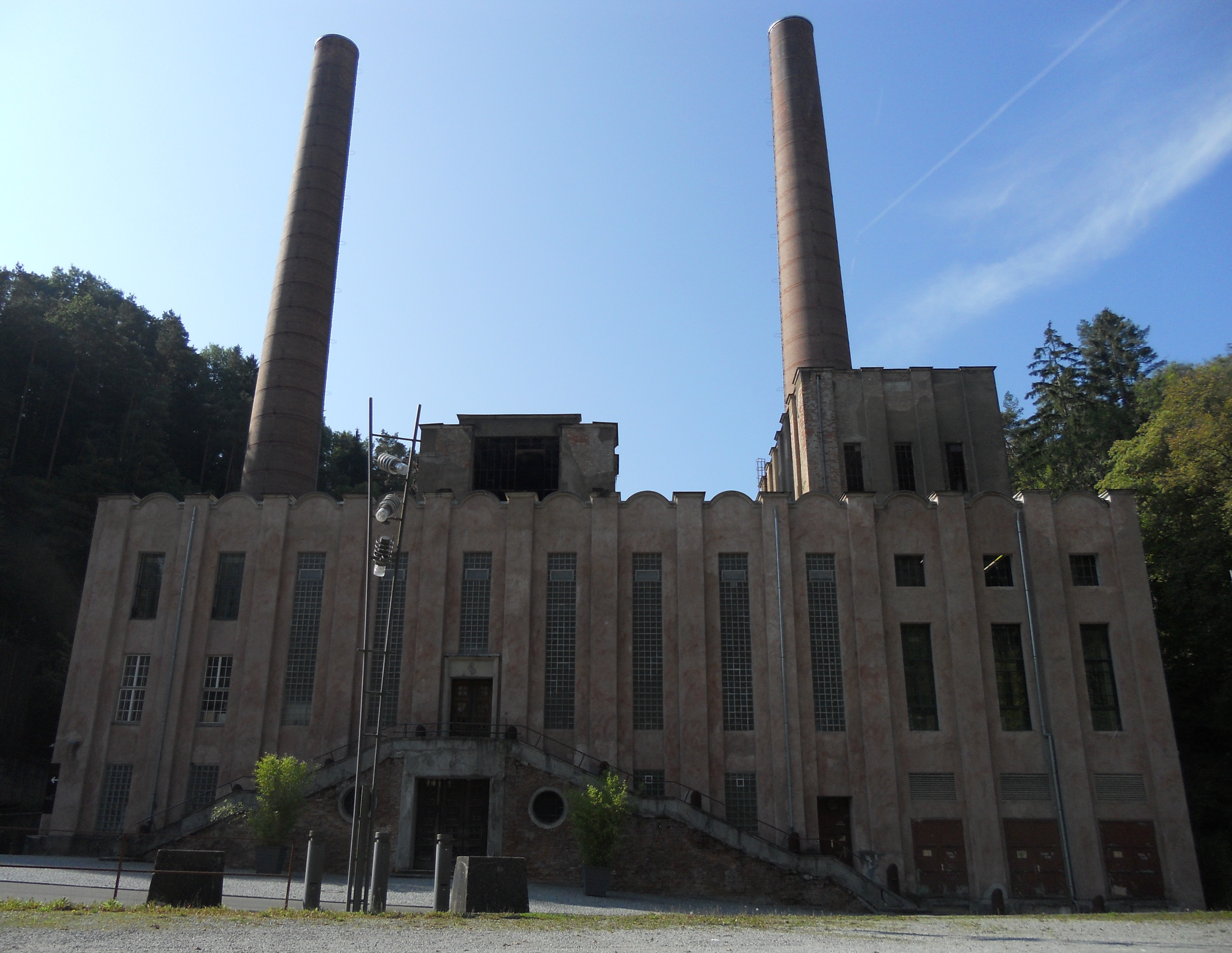
Central eléctrica de la Pulverfabrik Rottweil, 1915-1916

## Algunas publicaciones
- Leben und Bauen. Engelhornverlag Adolf Spemann, Stuttgart 1950
- Brücken. Con Fritz Leonhardt. Langewiesche, Königstein im Taunus 1951 (serie Die Blauen Bücher.)

## Literatura
- Helmut Gebhard über Paul Bonatz. En: Winfried Nerdinger: Süddeutsche Bautradition im 20. Jahrhundert. Architekten der Bayerischen Akademie der Schönen Künste. Georg D. W. Callwey, Múnich 1985, ISBN 3-7667-0771-X, pp. 119–123
- Gerd Kaldewei (ed.) Paul Bonatz (1877–1956). Bauten und Projekte im Norden (= Schriften der Museen der Stadt Delmenhorst, Reihe Stadtmuseum, 7). Aschenbeck & Holstein, Delmenhorst 2005, ISBN 3-932292-92-8. (Begleitveröffentlichung zur Sonderausstellung der Museen der Stadt Delmenhorst Paul Bonatz (1877–1956) – Bauten und Projekte im Norden vom 24. Juli bis 4. September 2005 in Oldenburg im Rahmen des Projekts Jahrhundertschritt 05)
- Fernanda de Maio. wasser_werke. Paul Bonatz. Die Neckarstaustufen. 2ª ed. Merz + Solitude, 2001, ISBN 3-92908553-4
- Roland May. Pontifex maximus. Der Architekt Paul Bonatz und die Brücken. Monsenstein und Vannerdat, Münster i.W. 2011, ISBN 978-3-86991-176-2
- Matthias Roser. Der Stuttgarter Hauptbahnhof. Ein vergessenes Meisterwerk der Architektur. Silberburg Verlag, Stuttgart 1987, ISBN 3-925344-13-6
- Matthias Roser. Paul Bonatz. Wohnhäuser. Hatje, Stuttgart 1992, ISBN 3-77570305-5
- Matthias Roser. Der Stuttgarter Hauptbahnhof. Vom Kulturdenkmal zum Abrisskandidaten? Schmetterling, Stuttgart 2008, ISBN 3-89657-133-8
- Wolfgang Voigt, Roland May (eds.) Paul Bonatz (1877–1956). Wasmuth, Tubinga 2010, ISBN 978-3-8030-0729-2
- Ralf Werner Wildermuth. Der Bonatzbau der Universitätsbibliothek Tübingen. Funktionelle Bibliotheksarchitektur am Anfang des 20. Jahrhunderts (= Contubernium. Vol. 30). Mohr, Tubinga 1985, ISBN 3-16-444977-1